# Platygaster elissa
Platygaster elissa är en stekelart som beskrevs av Walker 1839. Platygaster elissa ingår i släktet Platygaster och familjen gallmyggesteklar. Inga underarter finns listade i Catalogue of Life.